# Episodi de Il giovane ispettore Morse (seconda stagione)
La seconda stagione della serie televisiva de Il giovane ispettore Morse, composta da 4 episodi, è stata trasmessa sul canale inglese ITV dal 30 marzo al 20 aprile 2014. In Italia è stata trasmessa su Paramount Network dal 7 al 28 luglio 2019.
| nº | Titolo originale | Titolo italiano | Prima TV UK    | Prima TV Italia |
| -- | ---------------- | --------------- | -------------- | --------------- |
| 1  | Trove            | Tesoro          | 30 marzo 2014  | 7 luglio 2019   |
| 2  | Nocturne         | Notturno        | 6 aprile 2014  | 14 luglio 2019  |
| 3  | Sway             | Ascendente      | 13 aprile 2014 | 21 luglio 2019  |
| 4  | Neverland        | Neverland       | 20 aprile 2014 | 28 luglio 2019  |

## Tesoro
- Titolo originale: Trove
- Diretto da: Kristoffer Nyholm
- Scritto da: Russell Lewis

### Trama
Nel maggio 1966, Morse, ancora in fase di convalescenza dopo il trauma subito nell'episodio precedente in cui è stato ferito da una pallottola ad una gamba ed aver inoltre affrontato la morte del padre, torna nella sua stazione di polizia di Oxford, dopo essere stato per diversi mesi presso la stazione di Witney occupandosi di umili affari leggeri. Il giovane viene accolto calorosamente da Bright e da Thursday anche se questi ultimi nutrono alcune remore sul suo stato di salute psichico (Morse era stato anche in cura da uno psicologo della polizia, essendo rimasto turbato emotivamente dai fatti accaduti).
Un inizio ingarbugliato coglie Morse tra un investigatore privato che cade da un palazzo sul cofano di un'auto sottostante per un suicidio sospetto, la sparizione di una ragazza del college e la sparizione di antichi oggetti medievali del college stesso. La ragazza, assassinata, e parte dei reperti storici vengono poi ritrovati nei cunicoli delle fogne cittadine...Oltre a ciò un concorso di bellezza in città per l'elezione di Miss Gran Bretagna, le elezioni amministrative locali e una loggia massonica...Tutto ciò ostacola le indagini di Morse che si pone in contrasto con i suoi superiori, i quali vorrebbero chiudere il caso al più presto, per arrivare infine alla scottante verità...
- Guest star: Jessie Buckley, Jessica Ellerby, Philip Martin Brown,  William Mannering ecc..[1]
- Ascolti UK: telespettatori 7,01 milioni

## Notturno
- Titolo originale: Nocturne
- Diretto da: Giuseppe Capotondi
- Scritto da: Russell Lewis

### Trama
Nel luglio del 1966 al Museo di Storia Naturale di Oxford, Adrian Weiss, un anziano specialista in araldica e genealogia, viene trovato assassinato con accanto un pugnale cerimoniale indiano. In quel giorno nel museo erano presenti altri visitatori tra cui un gruppo di studentesse del College di Blythe Mount, dove poi Morse si reca nel corso delle sue indagini. Ivi egli interpella le insegnanti e alcune ragazze che soggiornano lì per le vacanze estive e quando se ne va, scopre in una sua tasca un biglietto con la scritta "Salvami". 
Alcuni giorni dopo avviene la scomparsa di un'allieva del College e Morse inizia ad indagare su un delitto avvenuto 100 anni prima che coinvolge una famiglia benestante con legami con l'India ed una cospicua eredità. Morse viene così a sapere che esattamente un secolo prima la scuola, allora casa privata, è stata teatro degli omicidi irrisolti di tutta la famiglia Blaise-Hamilton, in cui vennero assassinati anche i loro bambini. 
Poco dopo scompare un'altra allieva del college e la direttrice Miss Symes riferisce a Morse della presenza nel college dello spettro di Charlotte Blaise-Hamilton che vaga nei corridoi e nelle stanze vuote con l'apparizione di una bambina in abiti vittoriani. In effetti si tratta di uno scherzo orchestrato da alcune allieve, vittime di bullismo da parte delle allieve più grandi, nel tentativo di impaurire queste ultime.
Morse contatta quindi Stephen Fitzowen, il quale aveva scritto un libro sui passati omicidi, questi riferisce che Weiss avrebbe desiderato vederlo prima di essere ucciso. Studiando così il caso precedente Morse scopre il movente e chi in quel passato aveva ucciso la famiglia Blaise-Hamilton e che un discendente illegittimo è ora al lavoro nell'odierno College.
Quando una dodicenne del college viene trovata assassinata nello stesso modo di Weiss, cioè sgozzata, Morse indagando sugli studi araldici, viene a scoprire il nome del vero assassino e con la sua squadra, Thursday, Bright e il sergente Jakes si precipita al college salvando la vita ad un'altra allieva che stava per essere uccisa dall'omicida, il quale nel fuggire precipita da un solaio morendo.
- Guest star: Susy Kane (Miss Victoria Danby), Imogen Gurney (Edwina Parrish), Nell Tiger Free (Bunty Glossop), Anya Taylor-Joy (Philippa Collins-Davidson), Eve Perry (Antonia Lockwood), Maya Gerber (Stephanie Hackett), Lucy Boynton (Petra Briers), Emily Warren (Shelly Thengardi), Michael J. Shannon (Nahum Gardiner), Lynn Farleigh (Tabby Gardiner), Daniel Ings (Terence Black), Sara Vickers (Joan Thursday), Roger Allam (DI Fred Thursday), Jack Bannon (Sam Thursday), James Bradshaw (Dr. Max DeBryn), Kate Lamb (Daisy Weiss), Sean Rigby (PC Jim Strange), Diane Fletcher (Miss Bronwen Symes), Tom Prior (Billy Karswell)
- Ascolti UK: telespettatori 6,89 milioni

## Ascendente
- Titolo originale: Sway
- Diretto da: Andy Wilson
- Scritto da: Russell Lewis

### Trama
Una casalinga di Oxford, la signora Vivienne Haldane, torna a casa in una nebbiosa serata di novembre. Il mattino seguente, viene ritrovata assassinata, strangolata a morte con una calza di seta. È la terza donna nel giro di un mese a morire in tali circostanze e questo omicidio mette in allerta la polizia di Oxford. Sullo sfondo delle commemorazioni della Remembrance Sunday di Oxford, Il detective Endeavour Morse scopre che le tre vittime sono donne sposate a cui sono state sottratte le fedi nuziali e che le calze di seta usate per gli assassinii sono di una marca particolare Le Minou Noir, venduta esclusivamente nel grande magazzino Burridge della città. Alla fine delle indagini Morse scopre il nome del vero colpevole e salva all'ultimo momento la quarta vittima predestinata...
- Guest star: James Bradshaw, Abigail Thaw, Jack Laskey, Sean Rigby, Anton Lesser, Dakota Blue Richards.
- Ascolti UK: telespettatori 6,58 milioni

## Neverland
- Titolo originale: Neverland
- Diretto da: Geoffrey Sax
- Scritto da: Russell Lewis

### Trama
Nel dicembre 1966 le forze di polizia della città di Oxford e della contea dell'Oxfordshire si stanno preparando per una potenziale fusione, ma la tensione è alta da tutte le parti. Nel mentre Tommy, un ragazzo di 10 anni con un padre brutalmente violento, scompare da casa, il cadavere del giornalista Eric Patterson viene ritrovato su un binario ferroviario, era stato visto l'ultima volta discutere con l'assessore Wintergreen sui piani della società di costruzioni Landesman per sviluppare il sito dell'ex struttura correzionale in disuso per ragazzi Blenheim Vale che sarà riqualificata per la nuova stazione di polizia. Inoltre in pochi giorni un evaso, a un mese dalla condanna, viene trovato morto. Wintergreen e Landesman avevano collegamenti con Blenheim Vale, in cui pare si fossero consumati abusi sessuali sui ragazzi ivi trattenuti, quando questi erano nel consiglio di amministrazione. Le indagini di Thursday e Morse avranno molto di cui preoccuparsi quando incontreranno la corruzione della polizia nelle alte sfere e riveleranno gli orrori di Blenheim Vale, mettendo a repentaglio la loro stessa vita. Attirati infatti in una trappola, Morse sfuggirà miracolosamente ad una sparatoria, ma Thursday verrà colpito al torace da un proiettile e Morse stesso verrà accusato di aver attentato alla vita dell'Ispettore Capo Rupert Standish e imprigionato.
- Guest star: Abigail Thaw, Jack Laskey, Sean Rigby, Anton Lesser, Dakota Blue Richards.
- Ascolti UK: telespettatori 6,63 milioni